# Station Rowley Regis
Rowley Regis is een spoorwegstation van National Rail in Rowley Regis, Sandwell in Engeland. Het station is eigendom van Network Rail en wordt beheerd door West Midland Trains. Het station is geopend in 1867.